# Mai Lin
Mai Lin (* 22. Juni 1953 in Oakland, Kalifornien) ist eine ehemalige US-amerikanische Pornodarstellerin.

## Karriere
Mai Lin begann ihre Karriere im Jahr 1977 und war bis 1999 aktiv. Laut IAFD hat sie in 164 Filmen mitgespielt. Lin wurde in die AVN Hall of Fame, die XRCO Hall of Fame und die Legends of Erotica Hall of Fame aufgenommen.

## Filmografie (Auswahl)
- 1982: 1001 Erotic Nights
- 1984: Oriental Lesbian Fantasies
- 1990: Hot Cargo
- 1991: Up The Ying Yang
- 1996: American Dream Girls 2

## Auszeichnungen
- 2005: AVN Hall of Fame
- 2005: Legends of Erotica Hall of Fame[1]
- 2007: XRCO Hall of Fame